# Lloyd Erskine Sandiford
Lloyd Erskine Sandiford, né le 24 mars 1937 dans les Îles-du-Vent britanniques et mort le 26 juin 2023 à Bridgetown (Barbade), est un homme d'État barbadien. Il est Premier ministre de la Barbade de 1987 à 1994.

## Biographie
Lloyd Erskine Sandiford naît dans les Îles-du-Vent britanniques. Il étudie d’abord à l'université des Indes occidentales en Jamaïque où il obtient un Bachelor of Arts en anglais, puis à l'université de Manchester où il obtient une maîtrise en sciences économiques et sociales. Il retourne à la Barbade où il devient enseignant, et s'engage au sein du Parti travailliste démocrate (DLP). En 1966, il devient l'un des conseillers du Premier ministre Errol Barrow.
En 1967, un an après l'indépendance de l'île, il entre au Sénat et devient ministre de l’Éducation dans le gouvernement d'Errol Barrow. En 1971, il est élu à l'Assemblée de la Barbade et conserve son portefeuille de l’Éducation. En 1975, il est nommé ministre de la Santé et des Affaires sociales. En 1976, le DLP perd l'élection au profit du Parti travailliste de la Barbade (BLP), mais Sandiford est réélu député.
En 1986, le DLP revient au pouvoir. Lloyd Erskine Sandiford est alors nommé vice-Premier ministre d'Errol Barrow. Ce dernier meurt en 1987, en cours de mandat, et Sandiford devient Premier ministre. En 1989, il devient membre du Conseil privé de la reine. En 1991, il est réélu Premier ministre mais après avoir perdu une motion de confiance, il convoque des élections législatives en septembre 1994, deux ans avant la date prévue par la Constitution. Le Parti travailliste de la Barbade d'Owen Arthur gagne ces élections et ce dernier devient Premier ministre.
Lloyd Erskine Sandiford reste au Parlement jusqu'en 1999 et est ensuite professeur au Barbados Community College (en) où il enseigne l'économie. Il est nommé ambassadeur de la Barbade en Chine en 2010.
Malade, il assiste le 30 novembre 2021 à la cérémonie de transition républicaine de la Barbade.
Lloyd Erskine Sandiford meurt le 26 juin 2023 à Bridgetown, à l'âge de 86 ans. Des obsèques nationales lui sont organisées le 14 juillet 2023, en présence notamment de la présidente de la Barbade, Dame Sandra Mason, de la Première ministre, Mia Mottley, et de l'ancien Premier ministre Freundel Stuart.

## Vie personnelle
Son épouse, Angelita Sandiford, est psychologue et éducatrice. Le couple a un fils et deux filles.

## Distinctions
Lloyd Erskine Sandiford est fait chevalier de St Andrew (KA) en 2000.
L'université des Indes occidentales lui décerne un doctorat en droit honoris causa (LLD) en 2009.